# Reloj de cuco
El reloj de cuco es un tipo de reloj provisto generalmente de péndulo  y gong, que se caracteriza por tener una abertura por la cual, cada media hora, sale un autómata con forma de pájaro que suele recordar a un cuclillo y que por esto emite un canto, cuyos sonidos se asemejan a la onomatopeya «cucú». El mecanismo para producir dicho sonido se instaló en la mayoría de los relojes de cuco en el siglo XVIII y ha permanecido hasta casi sin modificaciones hasta el presente.

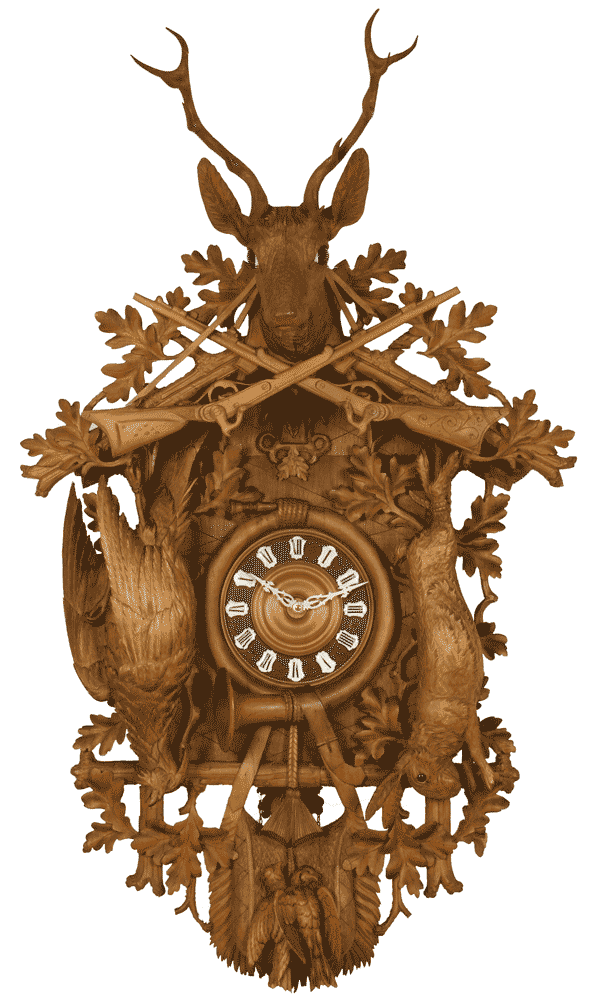
Reloj de cuco, del tipo Jagdstück, Selva Negra, ca. 1900, Museo Alemán de Relojes (Deutsches Uhrenmuseum), Inv. 2006-013.

## Características

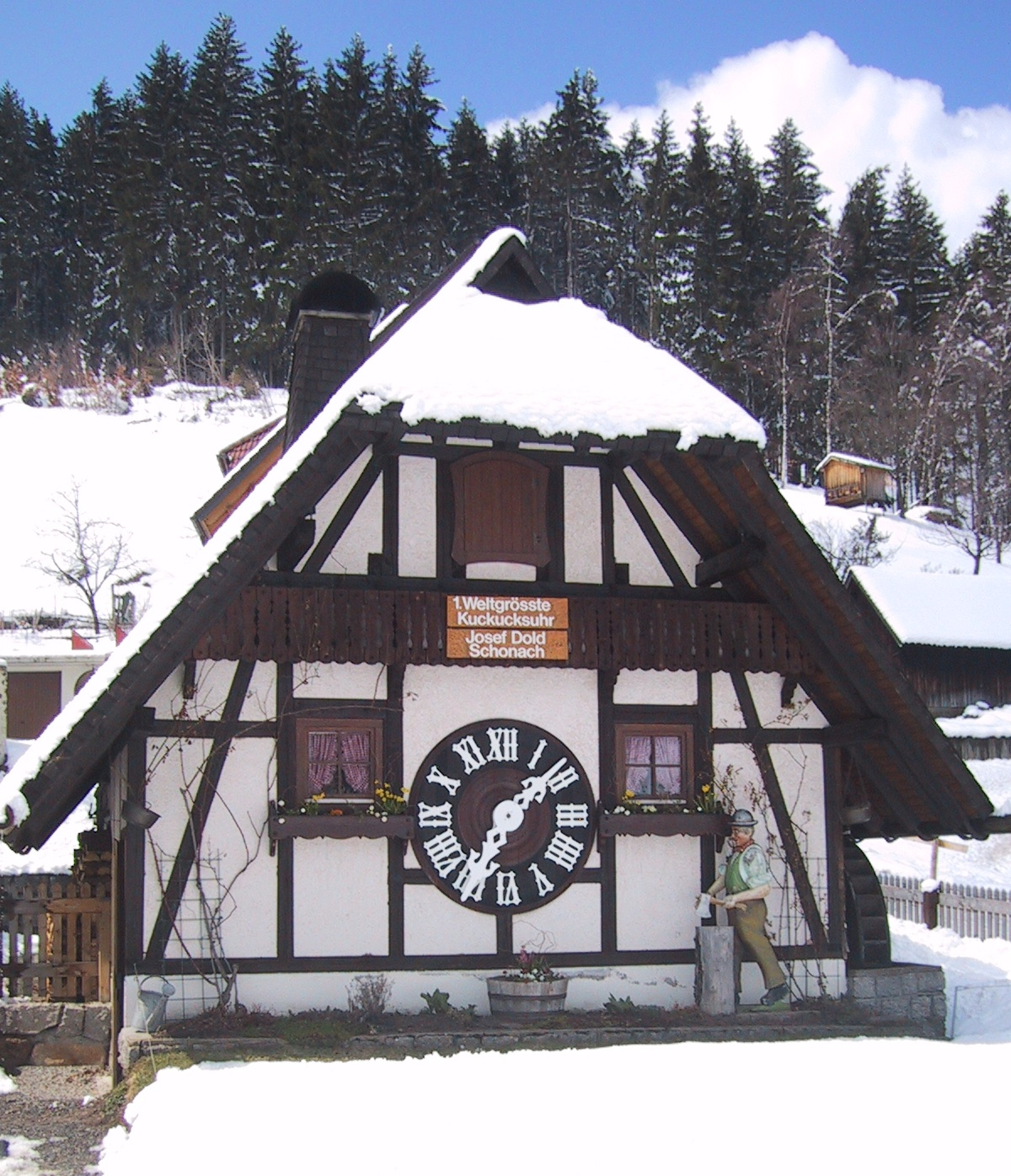
Uno de los relojes de cuco más grandes del mundo con forma de casa tradicional de la Selva Negra (Schonach).

En Alemania y Suiza se fabrican los tradicionales relojes de cuco, donde existen decenas de pequeñas y medianas empresas que elaboran relojes o algunos componentes del mismo. La mayoría de estas empresas artesanales están situadas en la Selva Negra. En Suiza actualmente sólo hay un fabricante, si bien el reloj de cuco no fue inventado en Suiza.
Los relojes de cuco mecánicos disponen de dos tipos de maquinaria: de un día y de ocho días. En los relojes equipados con el primer tipo de maquinaria hay que subir las pesas –de hierro fundido– una vez al día; en los segundos una vez por semana. Conviene destacar que la mayoría de los relojes de cuco que se fabrican en la actualidad utilizan el sistema de pesas, muy pocos funcionan mediante cuerda.
También hay relojes de cuco con caja de música suiza, escuchándose una melodía al dar las horas y medias horas. Por lo general, en los de ocho días la música suena solamente al dar las horas y en los de un día la melodía se escucha tanto a las horas en punto como a las medias.
Asimismo se fabrican relojes de cuco de cuarzo que funcionan mediante pilas. Tanto el cuco como las pesas y manecillas son de plástico y el sonido del ave no está producido por los tradicionales fuelles y flautas, sino por un sonido pregrabado del canto real del cuco, el cual se emite a las horas en punto y no a las medias. Tampoco tiene el característico gong o bordón de los relojes mecánicos. Una característica única en esta clase de relojes es que vienen equipados con un sensor de luz, por el cual el cuco dejará de sonar automáticamente al hacerse de noche o apagar las luces el cuco.

## Historia

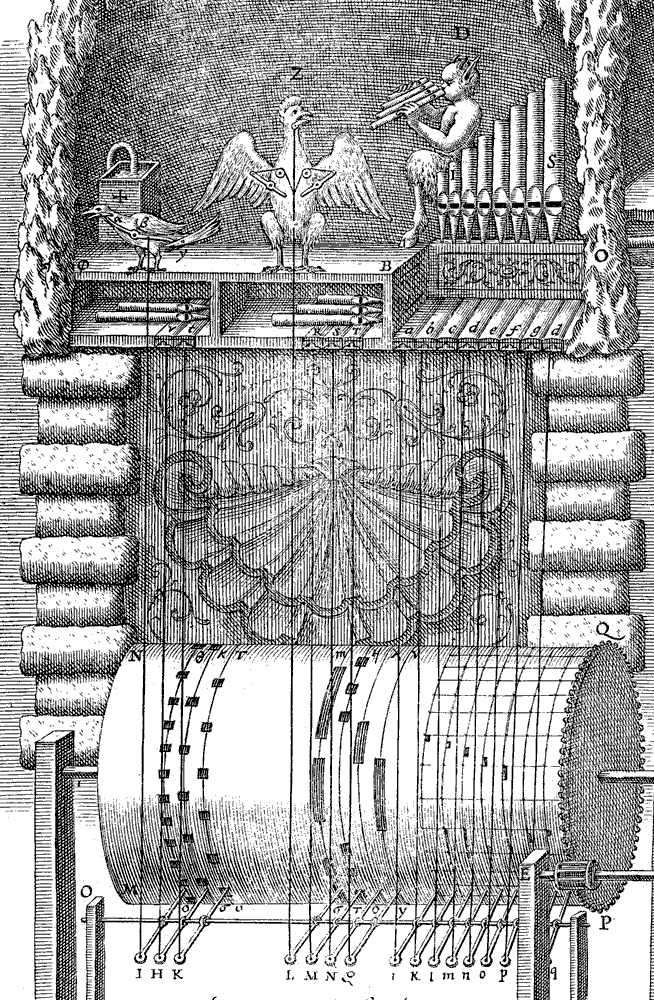
Cuco mecánico, 1650.

### Los primeros relojes de cuco
Ya en 1629, muchas décadas antes de que se hicieran los primeros relojes en la Selva Negra, un noble de la ciudad de Augsburgo, Philipp Hainhofer (1578 – 1647), fue el primero en describir un reloj de cuco. Este reloj pertenecía al Príncipe Augusto de Sajonia.
En un conocido manual sobre música, Musurgia Universalis (1650), el erudito Atanasio Kircher describe un órgano musical con varias figuras autómatas, entre las que se encontraba un cuco mecánico. Es de destacar que este libro contiene la primera descripción documentada -en palabras e ilustraciones- de cómo funciona un cuco mecánico. Hay que aclarar que Kircher no inventó el mecanismo del cuco, ya que este libro, como sus otras obras, es una recopilación de datos que recabó con el objetivo de servir de consulta. En el grabado se muestran claramente todos los elementos de un cuco mecánico. El pájaro movía automáticamente las alas y el pico, así como la cola. Simultáneamente podía escucharse el canto del cuco producido por dos tubos de órgano afinados a una tercera menor o mayor.
En 1669 Domenico Martinelli, en su manual sobre los principios básicos del funcionamiento de los relojes Horologi Elementari, sugiere utilizar el canto del cuco para anunciar las horas. Por lo tanto, por esa época ya era conocido el mecanismo para imitar el canto del ave. Cualquier mecánico o relojero que supiese leer latín o italiano, sabía después de leer estos libros que era bastante fácil producir el canto del cuco para indicar las horas.
Posteriormente, los relojes de cuco aparecieron en otras regiones que no eran conocidas por su industria relojera. Unas décadas más tarde la gente de la Selva Negra comenzó a hacer relojes de cuco.

### Los primeros relojes de cuco hechos en la Selva Negra
Todavía no se han esclarecido los orígenes del reloj de cuco: dónde, cuándo y quién lo inventó. Los primeros relojes de cuco de la Selva Negra fueron elaborados entre 1740 y 1750 en pequeños talleres que hacían la maquinaria de madera. Es difícil saber el porcentaje de relojes de cuco fabricados del total de relojes producidos, pero a juzgar por los escasos ejemplares que han perdurado, debieron ser una pequeña cantidad.
Respecto a su procedencia, hay dos relatos escritos por los dos primeros cronistas de la historia relojera de la Selva Negra que proporcionan datos contradictorios acerca de su origen:
El primero es del Padre Franz Steyrer, que en 1796 en su "Historia de la industria relojera de la Selva Negra" (Geschichte der Schwarzwälder Uhrmacherkunst) describe un encuentro entre dos vendedores de relojes de Furtwangen (Selva Negra), los cuales mientras viajaban conocieron a otro comerciante de Bohemia que vendía relojes de cuco de madera. Los dos artesanos de Furtwangen se entusiasmaron tanto al verlo que compraron uno. Al traerlo a casa, lo imitaron y mostraron el resultado a otros comerciantes de relojes de la Selva Negra. La popularidad de los relojes de cuco creció en la región y cada vez más artesanos comenzaron a producirlos. Respecto a esta crónica, el historiador Adolf Kistner afirmaba en su libro "El reloj de la Selva Negra" (Die Schwarzwälder Uhr), publicado en 1927, que no existe ningún reloj de cuco hecho en Bohemia que justifique la tesis de que este reloj sirviera de modelo para los de la Selva Negra. Bohemia no contaba con una industria relojera importante en aquella época.
El segundo también está relatado por otro sacerdote, Markus Fidelis Jäck, en un pasaje de su "Descripción de la industria y el comercio de la Selva Negra" (Darstellungen aus der Industrie und des Verkehrs aus dem Schwarzwald), de 1810, quien comenta lo siguiente; “El reloj de cuco fue inventado (en 1730) por un maestro-relojero (Franz Anton Ketterer) de Schönwald (Selva Negra). Este artesano adornó el reloj con un pájaro móvil que anunciaba la hora con el canto del cuco. El maestro-relojero sacó la idea de cómo hacer el sonido del cuco de los fuelles de un órgano de iglesia.” Con el paso del tiempo, la segunda versión se hizo más popular y es generalmente la que se cuenta hoy. Desgraciadamente, ni Steyrer ni Jäck aportan fuente alguna para confirmar sus afirmaciones, haciéndolas inverificables.

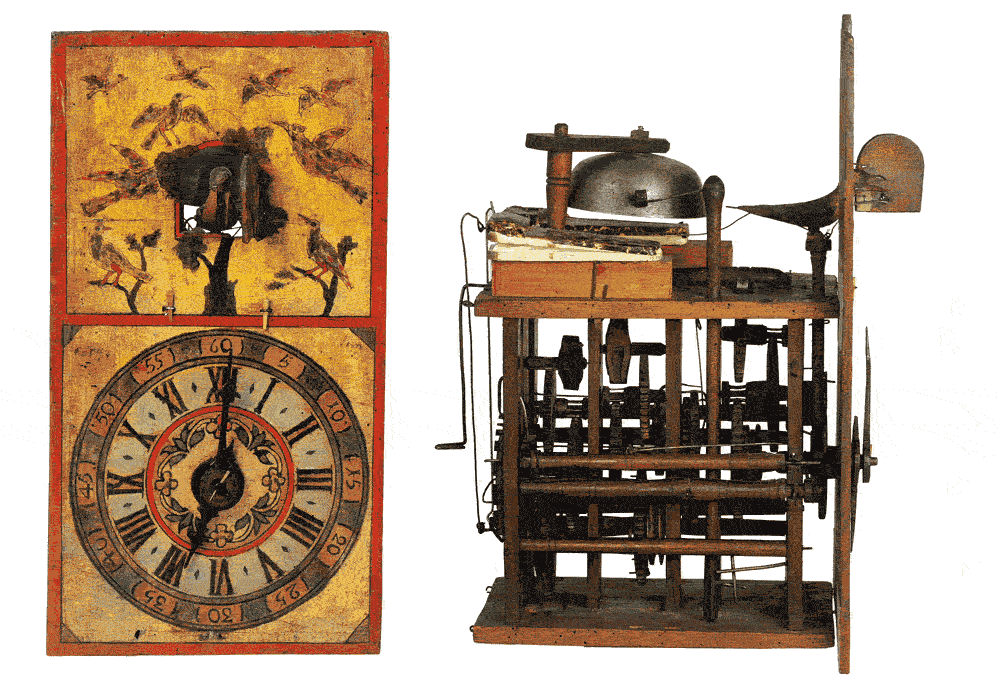
Uno de los primeros relojes de cuco, Selva Negra, 1760-1780 (Deutsches Uhrenmuseum, Inv. 03-2002).

Por otra parte, un experto como Schaaf puntualiza que R. Dorer había resaltado, ya en 1948, que Franz Anton Ketterer (1734–1806) no pudo haber sido el “inventor” del reloj de cuco en 1730, pues no había nacido entonces. En la actualidad esta es la opinión de los eruditos alemanes en materia de relojes; baste como ejemplo el resumen hecho por Bender en la edición más reciente (1998) del primer volumen de su trabajo "Los relojeros de la alta Selva Negra y sus obras" (Die Uhrenmacher des hohen Schwarzwaldes und ihre Werke), donde puntualiza que el reloj de cuco no es nativo de la Selva Negra. Asimismo expone lo siguiente: "No hay rastro de los primeros relojes de cuco hechos por Ketterer". Esta es la conclusión principal a la que han llegado expertos como Gerd Bender y Schaaf. El análisis de Schaaf sobre “unos 200 años” de discusión sobre cuándo y dónde se fabricó el primer reloj de cuco fue expuesto en su "Relojes de la Selva Negra" (Schwarzwalduhren) de 1995, facilitando su propia investigación, la cual le lleva a los primeros relojes de cuco en la región de Franconia y Baja Baviera (Alemania), en dirección a Bohemia (Región de la República Checa) que, según apunta, da credibilidad a la versión de Steyrer.
La leyenda que asegura que el reloj de cuco fue inventado por un relojero de la Selva Negra (Franz Anton Ketterer) en 1730 es repetida una y otra vez, pero no es cierta. El reloj de cuco es mucho más antiguo que la industria relojera de la Selva Negra. Ya en 1650 el ave con su inconfundible canto formaba parte de los libros de consulta de la época. Tuvo que pasar casi un siglo para que el reloj de cuco empezara a fabricarse en la Selva Negra, donde ha permanecido hasta la actualidad como uno de sus productos más vendidos.
Si bien la idea de colocar un cuco autómata en un reloj no se originó en la Selva Negra, es preciso recalcar que el reloj de cuco, tal como lo conocemos hoy, proviene de esta región localizada en el suroeste de Alemania, cuya tradición en la fabricación de relojes se inició a finales del siglo XVII. En efecto, han sido las gentes y artesanos de la Selva Negra quienes crearon esta industria artesanal, desarrollaron nuevos diseños y perfeccionaron su maquinaria, que en un principio se hacía de madera, pero a medida que avanzaba el siglo XIX, primero algunas piezas, y todo el bastidor después, se construían y construyen de latón (una aleación de cobre y zinc). Aún hoy continúan innovando con nuevos diseños, combinando otros y aplicando mejoras técnicas que han hecho del reloj de cuco una pequeña obra de arte apreciada en todo el mundo. La historia del reloj de cuco va unida con la Selva Negra.
Aunque el mecanismo del cuco ha permanecido básicamente inalterado, su apariencia ha cambiado a medida que el diseño y las maquinarias de los relojes evolucionaban en la Selva Negra. En un principio, muchos relojes de cuco se hacían en el estilo típico de la Selva Negra, el cual presenta un panel de madera cuadrado y semicircular en la parte superior, donde estaba situada la puerta por la que salía el pájaro. Generalmente, se decoraban con flores y otros elementos pintados a mano. Este estilo fue el predominante entre finales del siglo XVIII y la primera mitad del XIX. Estos relojes son conocidos por el nombre de Schilduhr –literalmente reloj-escudo, placa.
Hacia mediados del siglo XIX y hasta la década de 1870, también se hicieron relojes de cuco según el tipo de reloj de la Selva Negra conocido como Rahmenuhr (reloj enmarcado). Estos escasos relojes de cuco se caracterizaban por tener un marco provisto de una pintura, litografía o serigrafía, representándose generalmente escenas y paisajes propios de la Selva Negra pintados sobre madera o una lámina de metal. Otros temas eran la caza, el amor, la familia, el nacimiento, la muerte, la mitología, escenas militares y escenas religiosas cristianas. Por lo general, la pintura estaba protegida por un cristal y algunos modelos presentaban una persona o animal con ojos que se movían de un lado a otro, siendo accionados por un sencillo mecanismo movido mediante la oscilación del péndulo. Si bien la mayoría de estos relojes eran de pared, también hubo algunos de sobremesa. El ave participaba normalmente en la escena representada en la pintura.
Desde la época victoriana hasta los años 1920 y en función de los gustos decorativos imperantes en cada momento, cuando los burgueses comenzaron a comprar relojes con cajas de estilo gótico, renacentista, barroco, neoclásico, biedermeier (algunos modelos también incluían la pintura de una persona o animal con ojos que se movían de un lado a otro), modernista, etc., empezaron a hacerse asimismo relojes de cuco basados en los citados estilos. Esta clase de relojes de cuco de la Selva Negra, basados tanto en estilos arquitectónicos como en estilos decorativos para interior, podían ser de sobremesa o de pared y son muchos más raros que los del estilo Bahnhäusle y sus derivados.
Pero el popular reloj Bahnhäusle con forma de casa forzó, prácticamente, la desaparición de los demás diseños en unos pocos años.

### 1850 - El reloj "Bahnhäusle", el diseño del siglo de Furtwangen

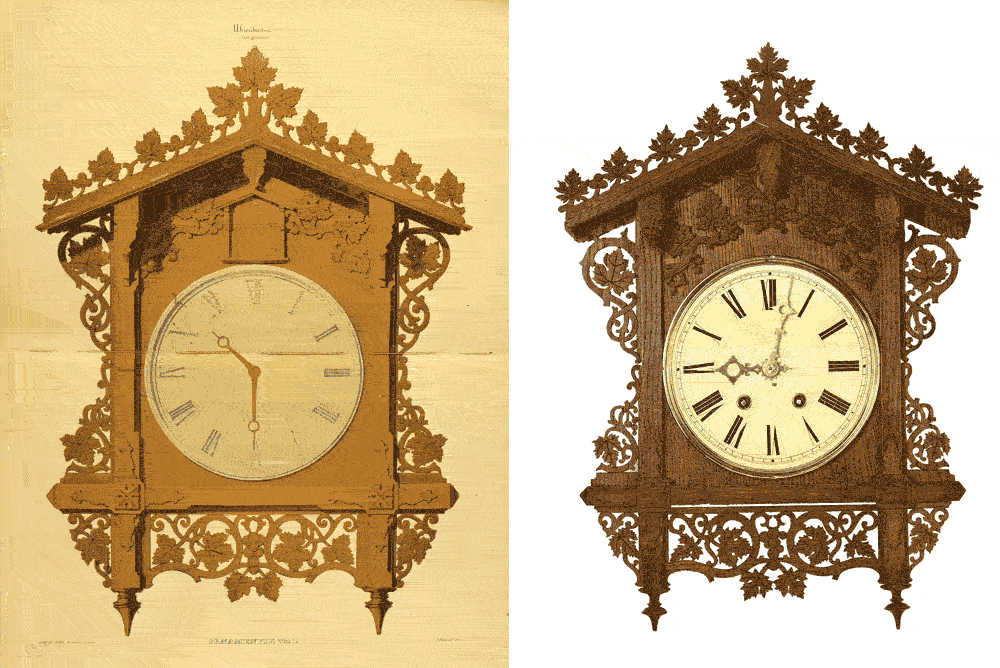
Izquierda: Reloj Bahnhäusle de Friedrich Eisenlohr, 1850-1851; derecha: Kreuzer, Glatz & Co., Furtwangen, 1853-1854 (Deutsches Uhrenmuseum, Inv. 2003-081).

En septiembre de 1850 Robert Gerwig, el primer director de la Escuela de Relojeros del Gran Ducado de Baden en Furtwangen, convocó un concurso público en el que hacía un llamamiento a los artistas alemanes y entendidos para que presentasen diseños de relojes que permitiera a los toscos relojes de fabricación casera ganar una apariencia más profesional y de mayor calidad.
Friedrich Eisenlohr (1805-1854), que como arquitecto fue responsable del diseño y construcción de las estaciones, casas de los guardas, marquesinas, etc., a lo largo de la primera línea de ferrocarril del Valle del Rin, presentó el diseño más trascendental. Consistía en una caja cuadrada rematada en triángulo isósceles, lo que le da el aspecto de una casa con tejado. Se inspiró en la fachada de las viviendas de los jefes de estación que él mismo había erigido, añadiéndole un dial o esfera. Su «Reloj de pared decorado con hiedras» –en realidad está adornado con vides, no con yedras– como así se refieren al mismo en un informe manuscrito de la Escuela de Relojeros de 1851 o 1852, se convirtió en el prototipo de los relojes de cuco de hoy en día, que, conocidos bajo el nombre de «tradicional», presentan en madera hojas de parra talladas, aves, cabezas de ciervo (tipo "Jagdstück"), otros animales, etc.
Eisenlohr, en consonancia con el movimiento romántico de su tiempo, se inspiró en el entorno local y en la naturaleza para su creación. A diferencia de los relojes de cuco actuales, su caja de madera era de un tono claro y sin colorear, adornada con un calado plano y simétrico.
El diseño de Eisenlohr se convirtió en un éxito inmediato porque el moderno "Bahnhäusle" («estación de tren») encajaba bien con los gustos decorativos de la creciente burguesía, lo que le permitió introducirse en un nuevo mercado en expansión.
Los primeros fabricantes de relojes de estilo "Bahnhäusle" se desviaron del diseño original de Eisenlohr en solo un aspecto: obviaron el mecanismo del cuco. A diferencia de hoy, el reloj con forma de pequeña casa no era sinónimo de reloj de cuco en los primeros años posteriores a 1850. Este es otro indicio más que prueba que, por aquella época, el reloj de cuco no tenía una cuota de mercado importante.
Habría que esperar hasta diciembre de 1854 cuando Johann Baptist Beha, el fabricante más conocido de relojes de cuco de su época, vendió dos ejemplares con pinturas al óleo en el frontal al comerciante Gordian Hettich de Furtwangen, descritos ambos como Bahnhöfle Uhren (relojes "estación de ferrocarril"). Más de un año después, el 20 de enero de 1856, otro respetado artesano de Furtwangen, Theodor Ketterer, vendió uno a Joseph Ruff de Glasgow (Escocia, Reino Unido).
Al mismo tiempo que Beha y Ketterer, otros relojeros de la Selva Negra empezaron a equipar sus relojes Bahnhäusle con el mecanismo del cuco para satisfacer la rápida y creciente demanda de este tipo de reloj. A mediados de la década de 1850 se inició una gran demanda en este mercado.
Hacia 1860, el estilo "Bahnhäusle" ya había comenzado a alejarse del sobrio diseño original, evolucionando, entre otros modelos, hacia el conocido como "Jagdstück" (literalmente pieza de caza, creado en Furtwangen en 1861), un reloj de cuco con hojas de roble talladas en madera y motivos relacionados con la cacería, como trofeos, escopetas, morrales para la pólvora, trompa de caza, cabeza de ciervo, etc. El reloj "Bahnhäusle" y sus distintas versiones se han convertido en un símbolo de la Selva Negra fácilmente identificables en cualquier lugar del mundo.
En 1862, el prestigioso relojero Johann Baptist Beha empezó a utilizar en sus relojes "Bahnhäusle", ricamente decorados, agujas talladas en hueso y pesas con forma de piña de abeto. Incluso hoy, esta combinación de elementos es característica de los relojes de cuco, si bien las manecillas suelen hacerse de madera o plástico; en el pasado también se empleó celuloide blanco en la fabricación. En cuanto a las pesas, hubo durante esta segunda mitad del siglo XIX algunos modelos que presentaban unas curiosas pesas hechas con forma de gnomo.
Tan sólo diez años después de que Friedrich Eisenlohr inventase el estilo "Bahnhäusle", todas las variaciones del reloj con forma de casa ya habían alcanzado la madurez.
Aunque se fabricaron igualmente relojes "Bahnhäusle" y sus derivados de sobremesa, no fueron tantos como las versiones para pared.
El reloj de cuco triunfó y se hizo mundialmente famoso después de que Friedrich Eisenlohr presentase en 1850 el diseño "Bahnhäusle" al concurso de la Escuela de Relojeros de Furtwangen.
Aún hoy sigue siendo uno de los recuerdos preferidos por los turistas que visitan Alemania, Austria o Suiza.

### El estilo "Chalet": la aportación suiza
El estilo “Chalet” se originó en las últimas décadas del siglo XIX en Suiza, y en aquella época eran muy apreciados como recuerdos del país.
 Se le llama "estilo chalet porque, en su parte exterior, estos relojes imitan la forma de una típica cabaña alpina o proximoalpina, como, por ejemplo, poseer una especie de techo a dos aguas y decorados que recuerdan a los de las viviendas alpinas del Medioevo.
Hoy en día, el estilo puede subdividirse básicamente en tres, en función de las distintas casas tradicionales que representan: chalet de la Selva Negra, chalet suizo –con dos tipos característicos; el “Brienz” y el “Emmental”– y chalet de Baviera. Es común encontrar en este estilo diferentes automatismos, además del cuco, como bebedores de cerveza que levantan las jarras, leñadores cortando troncos, ruedas de molino que giran, etc. Por otra parte, muchos cuentan con una caja de música suiza –las melodías más populares son “Edelweiss” y “The Happy Wanderer”, que suenan alternativamente– y figuras que bailan, las cuales entran en funcionamiento inmediatamente después del canto del cuco. Asimismo hay algunos relojes de cuco «tradicionales» con caja de música y figuras danzantes.

### Diseños contemporáneos

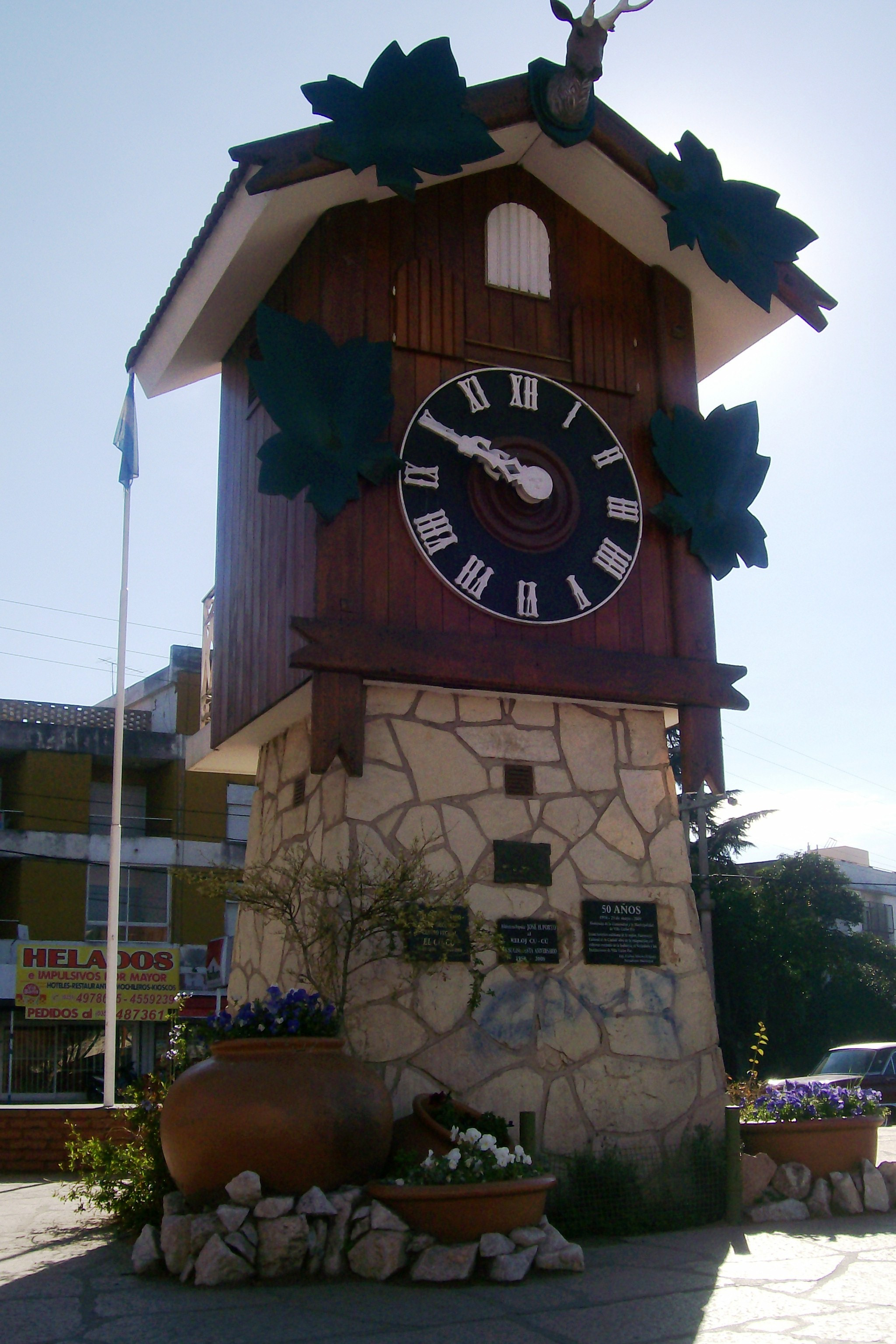
Torre del Reloj Cucú en la ciudad de Carlos Paz de la provincia de Córdoba en Argentina. Por la ventanilla superior de la Torre aparece a cada hora un autómata que representa a un cuclillo.

En la actualidad se están fabricando determinados relojes de cuco inspirados en estilos decorativos contemporáneos, tanto en Alemania como en otros países, especialmente en Italia. Estos relojes modernos se caracterizan por un diseño funcionalista, minimalista y esquemático.
Uno de los modelos actuales más comunes presenta la silueta del clásico reloj de cuco con cabeza de ciervo, con un pájaro o el tipo chalet pero, por lo general, sin ningún tipo de talla en tres dimensiones, solamente una superficie plana con una abertura, o pequeña puerta, por la que sale el ave como de costumbre. Están pintados normalmente de forma monocroma empleando distintos colores como el blanco, el negro, colores llamativos, etc.
Hay diseños vanguardistas con formas geométricas, tales como rombos, cuadrados, cubos, círculos, rectángulos, ovales, etc., asimismo sin ningún tipo de talla, planos y lisos. Los hay pintados en un solo color, aunque también los hay polícromos con pinturas abstractas o figurativas, formas geométricas, líneas y franjas multicolores, etc.
Algunos fabricantes ofrecen la posibilidad de personalizar el reloj para que lleve el nombre de una empresa, etc.

## Curiosidades

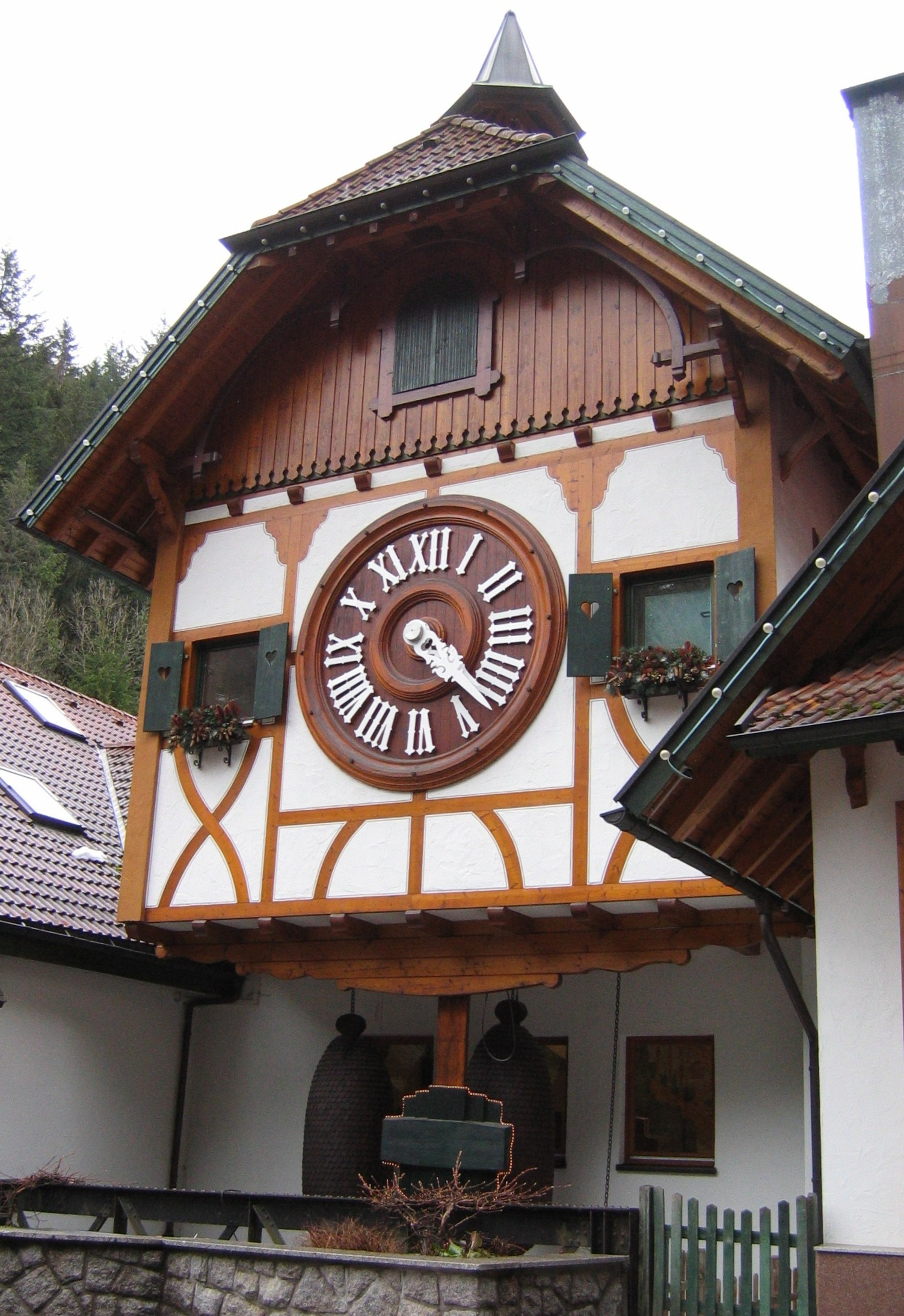
Reloj de cuco en Triberg.

Acerca de los relojes de cuco más grandes del mundo, hay cuatro en la Selva Negra de Alemania: en Höllsteig (Breitnau), Niederwasser (Hornberg), Schonach y Schonachbach (cerca de Triberg). En el centro del país alemán existe uno en Gernrode (donde también confeccionaron "el reloj de cuco de chocolate más grande del mundo” en 2003) y por último en el oeste hay dos: en Sankt Goar y Wiesbaden. Recientemente, en la ciudad de Olavarría, (Provincia de Buenos Aires, Argentina) se inauguró el reloj de cuco público, cuya torre es la más elevada hasta el presente entre todas, además de poseer dos autómatas con la forma de pájaro cuco o cuclillo.
Así, en América se levantan cinco, dos en Estados Unidos, en Frankenmuth (Míchigan) y Wilmot (Ohio), los otros tres están en Eduardo Castex, Villa Carlos Paz y Olavarría, Argentina.
Algunos de ellos figuran en el Libro Guinness de los récords.
En lo referente a los relojes de cuco más grandes del mundo para interior, la desaparecida firma Dold talló en 1986 uno para Chapman's Clock Shop en Douglasville (Georgia); algo menor es el que fabrica actualmente la compañía Anton Schneider. El reloj de cuco más pequeño del mundo lo hace el fabricante Hubert Herr.
En Argentina, es muy popular el famoso reloj cucú. Se encuentra en la ciudad de villa Carlos paz en la provincia de Córdoba.